# Gaziantep (circonscription électorale)
La circonscription électorale de Gaziantep correspond à la province du même nom et envoie 14 députés à la Grande assemblée nationale de Turquie (12 entre 2011 et 2018).

## Composition
La circonscription de Gaziantep est divisée en 9 districts (ilçe). Chaque district est composé d'un chef-lieu et de municipalités (communes et villages).

## Résultats électoraux

### Élections législatives de 2018
| Partis                   | Partis                                        | Voix      | %     | Sièges | +/-           | Élus |
| ------------------------ | --------------------------------------------- | --------- | ----- | ------ | ------------- | --- |
|                          | Parti de la justice et du développement (AKP) | 540 735   | 51,45 | 8      |               | Abdulhamit Gül, Ahmet Uzer, Mehmet Erdoğan, Abdullah Nejat Koçer, Derya Bakbak, Ali Şahin, Müslüm Yüksel et Mehmet Sait Kirazoğlu |
|                          | Parti républicain du peuple (CHP)             | 158 769   | 15,11 | 2      | en stagnation | Bayram Yılmazkaya et İrfan Kaplan                                                                                                 |
|                          | Parti d'action nationaliste (MHP)             | 133 202   | 12,67 | 2      | 1             | Ali Muhittin Taşdoğan et Sermet Atay                                                                                              |
|                          | Parti démocratique des peuples (HDP)          | 124 858   | 11,88 | 1      | en stagnation | Mahmut Toğrul |
|                          | Le Bon Parti (İYİ)                            | 70 179    | 6,68  | 1      | Nv.           | İmam Hüseyin Filiz |
|                          | Parti de la félicité (SP)                     | 12 576    | 1,20  | 0      | en stagnation | |
|                          | Parti de la cause libre (HÜDA PAR)            | 8 743     | 0,83  | 0      | en stagnation | |
|                          | Parti patriote (VATAN)                        | 2 031     | 0,19  | 0      | en stagnation | |
|                          |                                               |           |       |        |               | |
| Total                    | Total                                         | 1 051 093 | 100   | 14     | 2             | - |
| Inscrits / participation | Inscrits / participation                      | 1 216 402 | 85,45 |        |               | |

### Élections législatives de 2023
| Partis                   | Partis                                        | Voix      | %     | Sièges | +/-           | Élus |
| ------------------------ | --------------------------------------------- | --------- | ----- | ------ | ------------- | --- |
|                          | Parti de la justice et du développement (AKP) | 525 985   | 44,87 | 8      | en stagnation | Abdulhamit Gül, Mehmet Eyup Özkeçeci, Ali Şahin, Derya Bakbak, Mesut Bozatlı, Şahzade Demir, İrfan Çelikaslan et Bünyamin Bozgeyik |
|                          | Parti républicain du peuple (CHP)             | 238 440   | 20,34 | 3      | 1             | Hasan Öztürkmen, Melih Meriç et Ertuğrul Kaya                                                                                      |
|                          | Parti d'action nationaliste (MHP)             | 113 801   | 9,71  | 1      | 1             | Sermet Atay |
|                          | Parti de la gauche verte (YSP)                | 106 870   | 9,12  | 1      | en stagnation | Sevda Karaca Demir |
|                          | Le Bon Parti (İYİ)                            | 63 401    | 5,41  | 1      | en stagnation | Mehmet Mustafa Gürban |
|                          | Nouveau parti de la prospérité (YRP)          | 47 809    | 4,08  | 0      | Nv.           | |
|                          | Parti de la victoire (ZP)                     | 38 008    | 3,24  | 0      | Nv.           | |
|                          | Parti de la patrie (M)                        | 8 772     | 0,75  | 0      | Nv.           | |
|                          | Parti de la grande unité (BBP)                | 8 094     | 0,69  | 0      | en stagnation | |
|                          | Parti de la justice (AP)                      | 2 590     | 0,22  | 0      | Nv.           | |
|                          | Parti de la mère patrie (ANAP)                | 2 113     | 0,18  | 0      | en stagnation | |
|                          | Parti de gauche (SOL)                         | 1 916     | 0,16  | 0      | en stagnation | |
|                          | Parti de la justice et de l'unité (AB)        | 1 613     | 0,14  | 0      | Nv.           | |
|                          | Parti de la nation (MP)                       | 1 573     | 0,13  | 0      | en stagnation | |
|                          | Parti communiste de Turquie (TKP)             | 1 341     | 0,11  | 0      | en stagnation | |
|                          | Parti des travailleurs de Turquie (TIP)       | 1 126     | 0,10  | 0      | en stagnation | |
|                          | Parti des droits et libertés (HAK)            | 838       | 0,07  | 0      | en stagnation | |
|                          | Parti de l'union du pouvoir (GBP)             | 814       | 0,07  | 0      | Nv.           | |
|                          | Parti de la route nationale (MYP)             | 782       | 0,07  | 0      | Nv.           | |
|                          | Parti patriote (VATAN)                        | 682       | 0,06  | 0      | en stagnation | |
|                          | Parti de libération du peuple (HKP)           | 563       | 0,05  | 0      | en stagnation | |
|                          | Parti de l'innovation (YP)                    | 410       | 0,03  | 0      | Nv.           | |
|                          | Mouvement communiste (TKH)                    | 360       | 0,03  | 0      | Nv.           | |
|                          | Parti jeune (GP)                              | 42        | 0,00  | 0      | en stagnation | |
|                          | Indépendants (Ind.)                           | 4 302     | 0,37  | 0      | en stagnation | |
|                          |                                               |           |       |        |               | |
| Total                    | Total                                         | 1 172 245 | 100   | 14     | en stagnation | - |
| Inscrits / participation | Inscrits / participation                      | 1 361 806 | 85,68 |        |               | |